# خانه امینی
خانه امینی مربوط به اواخر دوره صفوی - اوایل دوره قاجار است و در ابرکوه، خیابان امام زمان (عج) واقع شده و این اثر در تاریخ ۱۶ دی ۱۳۸۷ با شمارهٔ ثبت ۲۴۴۱۷ به‌عنوان یکی از آثار ملی ایران به ثبت رسیده است.